# Легіон (фільм)
«Легіон» (англ. Legion) — американський апокаліптичний фільм жахів 2010 року. Світова прем'єра відбулася 22 січня 2010 року. В Україні фільм презентовано 18 березня 2010 року.
Теглайн: «Коли останній ангел впаде, битва за людство розпочнеться».
Прем'єра телесеріалу Домініон, сюжет якого розгортається через 25 років після закінчення фільму, відбулася в американській мережі кабельного телебачення Syfy 19 червня 2014 р.

## Сюжет
Епіграфом до фільму є цитата з Книги псалмів: 
|  | Come, my children, listen to me; I will teach you the fear of the Lord (Psalm 34:11) |

23 грудня Архангел Михаїл спустився на Землю (у Лос-Анжелес) та відрізав собі крила, щоб жити як людина. Він озброївся, викрав поліцейську машину та вирушив до придорожньої забігайлівки в пустелі Нью-Мексико. У ній працюють Боб Генсон, його син Джип, кухар Персі та офіціантка Чарлі. Серед відвідувачів забігайлівки опинилися Кайл, Говард Андерсон, його дружина Сандра та донька-підліток Одрі. Раптом вони помітили, що перестали працювати телефони, радіо та телебачення. У цей час до закладу завітала старенька бабця, яка замовила стейк із кров'ю. Вона сказала офіціантці Чарлі, що її дитина горітиме в пеклі, а потім видозмінилася, вкусила за шию Говарда та вилізла на стелю. Її вбив Кайл. Спочатку відвідувачі зробили спробу втекти до міста, та в машині їх застало нашестя сарани, тому вони вимушені були повернутися.
Коли вони вирішили прибрати тіло дивної бабці, до забігайлівки наблизилася машина, з якої вийшов архангел Михаїл. Він повідомив їм, що Господь втратив надію на спасіння людей, тому наказав янголам знищити людство. Більшість людей вже перетворилися на чудовиськ. Михаїл спустився на Землю, тому що не повірив наказові Бога. Він також сказав, що єдина надія людей — це ненароджена дитина Чарлі.
Михаїл роздав зброю присутнім і вони відбивалися від інфікованих людей (спочатку до них наближався продавець морозива, що ненатурально видовжував собі обличчя, руки та ноги. За ним пішла ціла процесія з машин з інфікованими). Першим загинув Говард, якого раніше вкусила стара. Потім його дружині Сандрі вважалося, що Говард розіп'ятий головою донизу. Намагаючись його врятувати, вона, попри заборону Михаїла, вийшла з будівлі й попрямувала до чоловіка, який був увесь у пухирях. Персі загородив Сандру від Говарда і помер від рідини з його пухирів, які роз'їли Персі спину. У битві з інфікованими також загинув Кайл.
Михаїл розповів Джипові, що він спустився на Землю заради таких людей, як він, тому що Джип щиро кохає Чарлі попри те, що вона вагітна від іншого.
Чарлі народжує. Після цього з'являється архангел Гавриїл, який має вбити Михаїла, що ослухався Бога. Михаїл наказує Чарлі рятувати дитину, а Джипові навчитися читати скрижалі. Гавриїл вбиває Михаїла: він каже, що, оскільки Михаїл хотів жити як людина, то й помре як смертний. Та Михаїл розчиняється в повітрі. Боб Генсон підриває забігайлівку разом із рештою інфікованих, затримує Гавриїла.
Гавриїл наздоганяє Джипа, Одрі та Чарлі з дитиною. Джип, у якого на тілі з'явилися написи — скрижалі — намагається скинути Гавриїла з машини, різко зупиняє її, авто перевертається й Одрі помирає. Джип та Чарлі підіймаються на гору. Туди, на величезний подив Гавриїла, спускається Михаїл, що знову перебуває в янгольській подобі. Він пояснив: Гавриїл робив те, що Бог казав, а Михаїл — що Богові було треба.
Джип та Чарлі продовжують свій шлях, захищаючи останню надію людства — дитину Чарлі.

## Ролі та персонажі
- Пол Беттані — Архангел Михаїл;
- Кевін Дюранд — Архангел Гавриїл;
- Денніс Квейд — Боб Генсон, власник харчевні;
- Лукас Блек — його син, Джип Генсон;
- Адріанн Палікі — Чарлі, вагітна офіціантка, кохана Джипа;
- Чарльз Даттон — кухар Персі Волкер;
- Тайріз Гібсон — Кайл Вілльямс, відвідувач забігайлівки;
- Джон Тінні — Говард Андерсон, відвідувач;
- Кейт Волш — його дружина, Сандра Андерсон;
- Вілла Голланд — їхня донька, Одрі Андерсон;
- Даг Джонс — продавець морозива, що напав на забігайлівку.

## Виробництво
Фільм отримав рейтинг R через криваві сцени насильства і ненормативну лексику.
Татуювання на тілі Михаїла, які потім з'явилися і на плечах Джипа, — це написи, що зображують сакральні тексти, написані так званою «енохіанською мовою». Це суміш з староєврейського наріччя, латини й арабського діалекту, створена наприкінці 16-го століття Джоном Ді і Едуардом Келлі. Вони стверджували, що стали свідками пришестя ангелів, які і забезпечили їх відповідними знаннями про невідому досі мову.
Назва закусочної «Paradise Falls» (Падіння з раю) — вказівка на мінливе відношення Бога до людей, які в його очах то є об'єктом захисту, то перетворюються на тих, кого слід викорінити раз і назавжди. Також можна вважати це відсилкою до твору Джона Мільтона «Втрачений рай», в якому описано бій між ангелами і людьми.
Коли народжується дитина Чарлі, в неї немає пуповини.

## Реліз

### Касові збори
У США касові збори «Легіону» складають $40,168,080, за кордоном — $15,827,841 (загалом — $55,995,921).

### Критика
На сайті Rotten Tomatoes фільм «Легіон» отримав 19 % (17 схвальних відгуків і 72 несхвальних).
На сайті Metacritic оцінка фільму становить 32 із 100.

### Домашнє медіа
Легіон випущений на DVD і Blu-Ray 11 травня 2010 р.